# فيرنون ك. ميلر
فيرنون ك. ميلر (بالإنجليزية: Vernon C. Miller)‏ هو سياسي أمريكي، ولد في 25 أغسطس 1896 في كيمبل في الولايات المتحدة، وتوفي في 29 نوفمبر 1933 في ديترويت في الولايات المتحدة.